# Marathon van Madrid 2003
De marathon van Madrid 2003 (ook wel Madrid Popular) werd gelopen op zondag 27 april 2003. Het was de 26e editie van deze marathon.
Bij de mannen snelde de Keniaan Henry Tarus naar de overwinning in 2:12.42. Hij bleef zijn landgenoot Samson Kosgei, die tweede werd, ruim een minuut voor. Ruth Kutol, eveneens een Keniaanse, won bij de vrouwen in 2:34.41 en verbeterde hiermee en passant het parcoursrecord.

## Uitslagen

### Mannen
| rang   | naam                 | land | tijd    |
| ------ | -------------------- | ---- | ------- |
| Goud   | Henry Tarus          | KEN  | 2:12.42 |
| Zilver | Samson Kosgei        | KEN  | 2:13.58 |
| Brons  | My Tahar Echchadli   | MAR  | 2:14.05 |
| 4      | Elias Chebet         | KEN  | 2:14.54 |
| 5      | Jose-Alirio Carrasco | COL  | 2:15.53 |
| 6      | Godfrey Muriuki      | KEN  | 2:19.28 |
| 7      | Julian Berrios       | COL  | 2:22.23 |
| 9      | Norman Dlomo         | RSA  | 2:23.44 |
| 10     | Jorge Aubeso         | ESP  | 2:25.50 |

### Vrouwen
| rang   | naam            | land | tijd    |
| ------ | --------------- | ---- | ------- |
| Goud   | Ruth Kutol      | KEN  | 2:34.41 |
| Zilver | Sandra Ruales   | ECU  | 2:37.46 |
| Brons  | Remedios Alonso | ESP  | 2:53.18 |
| 5      | Elena Cobos     | ESP  | 3:03.18 |

1978 ·
1979 ·
1980 ·
1981 ·
1982 ·
1983 ·
1984 ·
1985 ·
1986 ·
1987 ·
1988 ·
1989 ·
1990 ·
1991 ·
1992 ·
1993 ·
1994 ·
1995 ·
1996 ·
1997 ·
1998 ·
1999 ·
2000 ·
2001 ·
2002 ·
2003 ·
2004 ·
2005 ·
2006 ·
2007 ·
2008 ·
2009 ·
2010 ·
2011 ·
2012 ·
2013 ·
2014 ·
2015 ·
2016 ·
2017